# Insenatura di Matterson
L'insenatura di Matterson è un'insenatura ricoperta di ghiaccio e larga circa 14 km, situata sulla costa di Shackleton, nella quale si insinua verso ovest per circa 25 km, nella parte sud-occidentale della Dipendenza di Ross, in Antartide. L'insenatura, la cui bocca si estende da punta Penny, a nord, a capo Douglas, a sud, costeggia la parte meridionale della penisola Nicholson ed è completamente ricoperta dalla parte terminale del flusso del ghiacciaio Entrikin, il quale la percorre per poi unirsi alla barriera di Ross.

## Storia
L'insenatura di Matterson è stata così battezzata dai membri della spedizione neozelandese di esplorazione antartica svolta nel periodo 1960-61 in onore di Garth John Matterson, capo della squadra che esplorò quest'area.